# Claude Boissol
Claude Boissol (Paris, 15 de junho de 1920) é um diretor francês. Foi em 1956 que ele dirigiu seu primeiro filme, Toute la ville accuse, apoiado por Jean Marais, que tinha enviado a um amigo. Continuou a colaborar com Jean Moraes em dois outros de seus filmes: Chaque jour à son secret (1958) e Napoléon II, l'aiglon (1961).